# SRT (철도)
SRT(SR Train, 한국어: 수서고속철도 (水西高速鐵道))는 수서역을 기점으로 부산역, 진주역, 포항역, 광주송정역, 목포역, 여수엑스포역까지 운행하는 고속철도 노선이다.
열차 운행의 약 86%가 수서~천안아산역 간 지하 50m 구간을 운행하며, 수서 출발 후 첫 번째 역인 동탄역은 국내 최초의 지하 고속철도역이다.
수서평택고속선은 이 서비스를 위해 건설되었다.

## 개요
경부선 서울역 ~ 금천구청 구간의 선로 용량 포화 문제, 서울특별시 동남권(서초구, 강남구, 송파구, 강동구 등), 경기도 남부 지역의 철도 이용객 편의 등을 위해 사업이 추진되었으며, 2016년 12월 9일에 개통했다.
운행 시간은 부산역 및 목포역까지 약 2시간이 소요된다.
이 노선의 운영을 위해 평택지제역 - 천안아산역 사이에 수서평택고속선 - 경부고속선의 연결선이 설치됐다.
일반철도 구간에서는 경부선 대전 - 대전조차장, 밀양 - 지천, 경전선 낙동강 - 진주, 동해선 모량 - 포항, 미전선 및 전라선 전구간,  호남선 광주송정 이남 구간 등에서 볼 수 있다.

## 역사
- 2016년 11월 1일 ~ 12월 8일 : 전 구간 시운전
- 2016년 12월 9일 : 정식 영업 개시[4]
- 2023년 7월 10일 : 경전선, 동해선, 전라선 시운전
- 2023년 9월 1일 : 경전선, 동해선, 전라선 운행 확대

## 차량
이 열차는 KTX-산천 120000호대 전동차 22편성과 KTX-산천 130000호대 전동차 10편성으로 운영된다. 당초 120000호대 전동차는 코레일 KTX 운행이 2016년 말 SR로 이관되기 전까지 운행했던 열차이며, 130000호대 전동차는 바로 SRT에서 운행을 시작하였다.

## 운행 구간
| 계통                   | 구간            | 번호    | 비고  |
| ---------------------- | --------------- | ------- | ----- |
| 경부고속철도           | 수서 ~ 부산     | 301~380 | [ 6 ] |
| 경전선                 | 수서 ~ 진주     | 381~384 |       |
| 동해선                 | 수서 ~ 포항     | 391~394 |       |
| 호남고속철도           | 수서 ~ 광주송정 | 601~622 |       |
| 호남고속철도           | 수서 ~ 목포     | 651~668 |       |
| 호남고속선 경유 전라선 | 수서 ~ 여수EXPO | 681~684 |       |

- 운행하는 SRT 전체 120회 중 66회는 동탄역에 28회는 평택지제역에 정차하며, 14회는 평택지제역과 동탄역에 모두 정차한다.
- 부산행 SRT 열차는 80회 운행하며, 이중 42회는 동탄역에 18회는 평택지제역에 정차하며, 8회는 평택지제역과 동탄역에 모두 정차한다.
- 광주송정행 SRT 열차는 22회 운행하며, 이중 14회는 동탄역에 8회는 평택지제역에 정차하며, 4회는 평택지제역과 동탄역에 모두 정차한다.
- 목포행 SRT 열차는 18회 운행하며, 이중 10회는 동탄역에 정차하고 2회는 평택지제역과 동탄역에 모두 정차한다.
- 서대구역에는 1일 5회 정차한다.[6]

### 할당 열차번호
#301~#380 : 경부고속선 수서~부산
#381~#384 : 경전선 수서~진주
#391~#394 : 동해선 수서~포항
#601~#622 : 호남고속선 수서~광주송정
#651~#668 : 호남고속선/호남선 수서~목포
#681~#684 : 호남고속선 경유 전라선 수서~여수EXPO

## 정차역
필수정차역은 굵은 글씨로 표현하였다.
- 경부고속선 :  수서 -  동탄 - 수원 - 평택지제 - 천안아산 - 오송 - 대전 - 김천(구미) - 서대구 - 동대구 - 경주 - 울산 - 부산

- 경전선 :  수서 - 동탄 - 평택지제 - 천안아산 - 오송 - 대전 - 김천(구미) - 동대구 - 밀양 - 진영 - 창원중앙 - 창원 - 마산 - 진주

- 동해선 :  수서 - 동탄 - 평택지제 - 천안아산 - 오송 - 대전 - 김천(구미) - 동대구 - 포항

- 호남고속선 :  수서 - 동탄 - 평택지제 - 천안아산 - 오송 - 서대전 - 계룡 - 논산 - 공주 - 익산 - 정읍 - 광주송정 - 나주 - 목포

- 전라선 :  수서 - 동탄 - 평택지제 - 천안아산 - 오송 - 서대전 - 계룡 - 논산 - 공주 - 익산 - 전주 - 남원 - 곡성 - 구례구 - 순천 - 여천 - 여수엑스포

## 사업자 선정 논란
당초 이명박 정부 당시 국토해양부는 철도 시장 개방을 골자로 한 정책의 일환으로 이 노선의 사업권을 한국철도공사가 아닌 별도의 민간사업자에 주겠다고 밝혔다.
하지만 한국철도공사는 요금, 안전문제와 수익성 악화 등을 근거로 반발하였다. 여론도 호의적이지 않았으며, 차기 박근혜 정부와 정치권에서도 유보적인 목소리가 높아 무산되다시피 하였다.
박근혜 정부 집권 이후 국토교통부는 정책을 수정하여 한국철도공사가 아닌 제2공사에 사업권을 줄 것이라 밝혔다.
하지만 여전히 한국철도공사는 운영효율 등의 이유를 들어 우려를 표했다.
결국 여론과 한국철도공사와 국토교통부의 입장을 절충하는 방향으로 정책을 선회하게 되었으며, 정부와 한국철도공사가 연기금과 공적자금을 출자한 계열사를 설립하여 그 업체에 사업권을 줄 계획을 밝혔다.
한국철도공사는 운송 사업을 영위하고 분리 운영이 효율적인 사업은 자회사로 전환해 철도시장 구조 재편하겠다는 방침이나 ‘여론을 진정시키면서 한국철도공사와 별개의 회사에 운영으로 민간자본을 투입시키려는 것’ 아니냐는 의혹이 있으며, 한국철도공사는 ‘자회사와 어떻게 경쟁을 시키겠다는 건지 의문이 든다.’는 의견을 내놓기도 하였다.
2013년 12월 27일 대전지방법원이 한국철도공사 자회사 설립 등기를 인가하였으며, 국토교통부가 자회사에 대하여 철도 운수업 면허를 발급했다. 2014년 1월 10일 수서고속철도주식회사가 공식 출범하였으며, 2014년 6월 11일 사명을 (주)SR로 변경하였다.
(주)SR의 주주는 한국철도공사(41%), 사학연금공단(31.5%), IBK기업은행(15%), KDB산업은행(12.5%) 등 공적자금으로 구성되었으며, 임직원 또한 한국철도공사 출신이 많아 공기업하고 유사한 형태가 되었고 2019년 1월 30일 공기업으로 지정되었다.

## 개통 연기
GTX 중간역 신설 과정에서 결정이 미뤄져 2015년 12월에 개통이 지연되었으며, 2016년 8월에 개통하려고 하였으나 용인 부근에서 발생한 지반균열로 인해 개통이 연기되었다.
2016년 6월말 공정률은 97%였으며, 이후 2016년 12월 9일에 개통되었다.

## 사진

SRT 로고
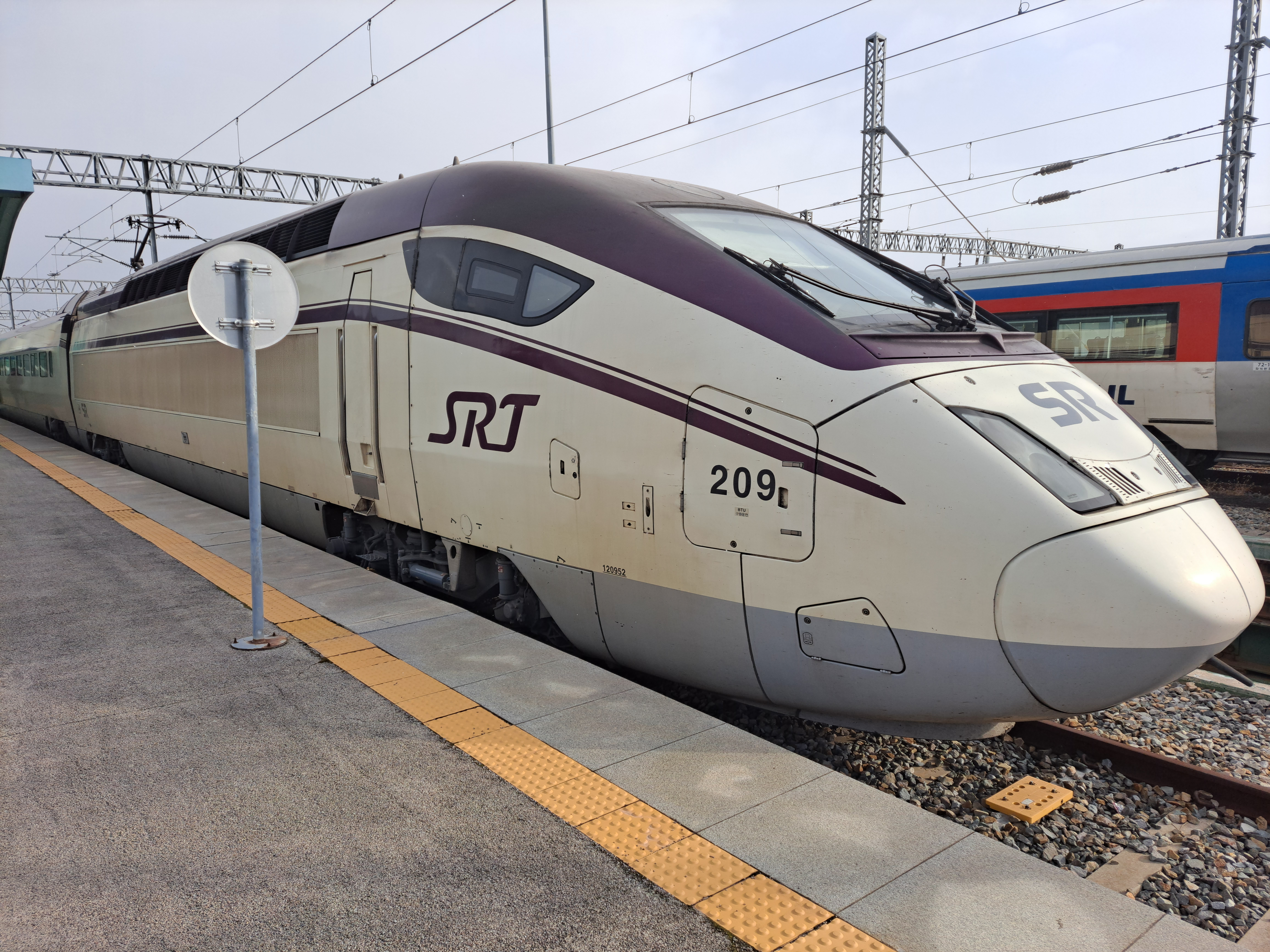
SRT 열차 209호기

## 같이 보기
- 에스알
- 수서평택고속선
- SRTPlay